# Klintasjön (Stora Åby socken, Östergötland)
Klintasjön är en sjö i Ödeshögs kommun i Östergötland och ingår i Motala ströms huvudavrinningsområde.